# Destra Garcia

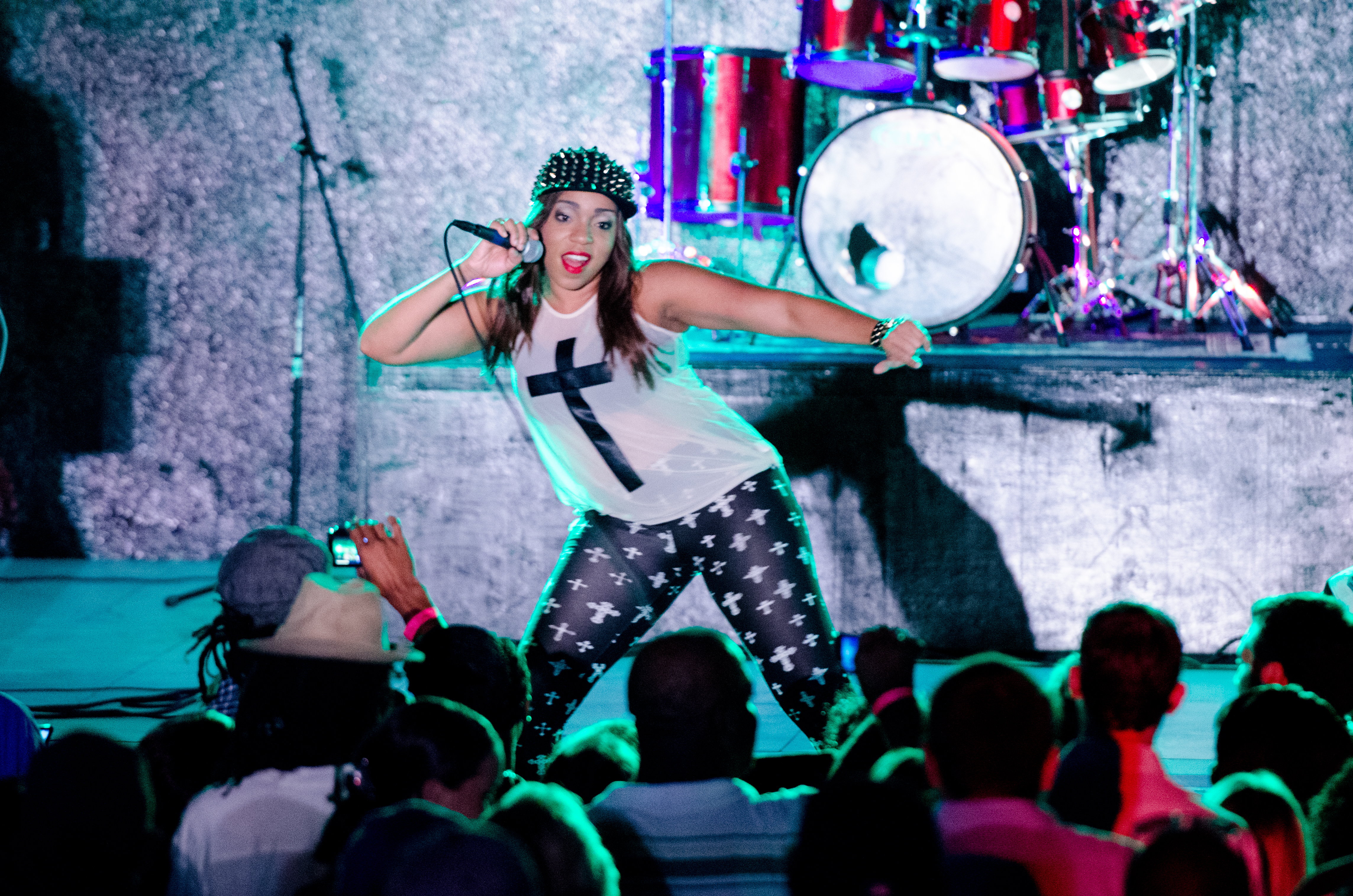
Destra Garcia (2013)

Destra Garcia (* 10. November 1978 in Laventille) ist eine trinidadische Soca-Sängerin und -Songwriterin.

## Karriere
Garcia begann im Alter von zehn Jahren Calypsos zu singen und gewann mehrere Gesangswettbewerbe an der von ihr besuchten weiterführenden Schule im Stadtteil St. James in Port of Spain. Mit 16 Jahren war sie als Sängerin einer R&B-Band erstmals an einer Plattenproduktion beteiligt. 1997 war Garcia Gründungsmitglied der vierköpfigen R&B-Gruppe Psyke, die sich nach einem Jahr auflöste. 1999 wurde sie von der Calypso- und Socaband Roy Cape All Stars als Sängerin engagiert. 2002 trat sie der Socaband Atlantik als Leadsängerin bei und behielt diese Position bis 2008 bei. Seit 2003 veröffentlicht Garcia in unregelmäßigen Abständen Singles und Soloalben. Für die Singles ging sie mehrfach Kooperationen mit anderen Soca- und Calypso-Künstlern ein, so mit Machel Montano (It's Carnival, 2003), David Rudder (The Hammer Revisited, 2005) oder Sean Paul (Free It Up, 2008). 2004 wurde ihre Single Bonnie N Clyde auf dem nordamerikanischen Markt für TV-Werbespots von Captain Morgan verwendet. 2006 hatte sie im Rahmen der Fußball-Weltmeisterschaft einen kleinen Auftritt in Deutschland. 2013 gründete sie die Socaband Bakanal, in der sie neben Olatunji Yearwood (Gewinner des International Groovy Soca Monarch 2015) und Stuart Silva Leadsängerin ist.
Garcia komponiert und betextet die meisten ihrer Lieder selbst, lässt sich aber einzelne Titel von anderen Soca-Künstlern wie Kerwin Du Bois schreiben.

## Auszeichnungen
Während der Karnevalssaison haben Soca und Calypso auf den Kleinen Antillen kompetitiven Charakter; im Rahmen der Karnevalsumzüge finden mehrere Wettbewerbe statt, bei denen teils Fachjurys, teils das Publikum über für diese Gelegenheit geschriebene Lieder abstimmen. Die bekanntesten dieser Wettbewerbe sind der International Soca Monarch und der Carnival Road March. Garcia erreichte bei beiden Wettbewerben zweite Plätze, beim Soca Monarch im Jahr 2003 und beim Road March in den Jahren 2003, 2004 und 2009. Bei den COTT Music Awards gewann sie zwischen 2003 und 2008 den Titel "Female Songwriter of the Year" sechs Mal in Folge. Bei den International Soca Awards 2013 gewann sie den Preis in der Kategorie "Best Pan Soca of the Year". 2014 und 2015 gewann sie bei den Black Canadian Awards in der Kategorie "Best International Act - Caribbean".

## Privates
Garcia ist das älteste von vier Geschwistern. Ihr Großvater Frankie Garcia war Jazz-Saxophonist, ihr Vater Lloyd Garcia ist Gitarrist, mehrere Onkel spielen in Steelbands. Sie studierte Vertriebsmanagement und arbeitete zu Beginn ihrer musikalischen Karriere parallel bei einem Bürobedarfshersteller. Destra Garcia lebt mit ihrem Manager Brian Morris zusammen und ist Mutter einer 2010 geborenen Tochter.

## Diskografie
- 2003: Red, White, Black (Chinese Laundry Music)
- 2005: Laventille (JW Productions)
- 2006: Independent Lady (Krazi Music Records)
- 2008: Soca Or Die (Krazi Music)
- 2009: Hott (Krazi Music)
- 2011: Welcome Back (Krazi Music)
- 2012: MyDestra (Krazi Music)